# HD32966
HD32966 — хімічно пекулярна зоря спектрального класу B9, що має видиму зоряну величину в смузі V приблизно  7,1.
Вона  розташована на відстані близько 1655,6 світлових років від Сонця.

## Фізичні характеристики
Телескоп Гіппаркос зареєстрував фотометричну змінність  даної зорі з періодом    3,09 доби в межах від  Hmin= 7,16 до  Hmax= 7,04.

## Пекулярний хімічний вміст
Зоряна атмосфера HD32966 має підвищений вміст 
Si
.